# Kim Sung-moon
Dans ce nom, le nom de famille, Kim, précède le nom personnel coréen.
Kim Sung-moon, né le 16 mars 1965, est un lutteur sud-coréen spécialiste de la lutte gréco-romaine.

## Biographie
Lors des Jeux olympiques d'été de 1988, il remporte la médaille d'argent en combattant dans la catégorie des -68 kg.